# بولا كول
بولا كول (بالإنجليزية: Paula Cole)‏ (و. 1968  م) هي مغنية، وموسيقية، ومغنية مؤلفة، ومنتجة أسطوانات، وملحنة أمريكية، تستخدم آلات بيانو.

## التعليم
تعلمت في كلية باركلي للموسيقى.

## جوائز
حصلت على جوائز منها:
- جائزة غرامي لأفضل فنان صاعد (1998).

## وصلات خارجية
- بولا كول على موقع IMDb (الإنجليزية)
- بولا كول على موقع روتن توميتوز (الإنجليزية)
- بولا كول على موقع ميوزك برينز (الإنجليزية)
- بولا كول على موقع إن إن دي بي (الإنجليزية)
- بولا كول على موقع أول ميوزيك (الإنجليزية)
- بولا كول على موقع ديسكوغز (الإنجليزية)
- بولا كول على موقع قاعدة بيانات الفيلم (الإنجليزية)
- بولا كول في قاعدة بيانات الأفلام على الإنترنت